# بطباط صيني
بَطباط الطيور نوع نباتي يتبع جنس البَطباط من الفصيلة البطباطية.